# 扛竹
扛竹（学名：Sinobambusa henryi）为禾本科唐竹属下的一个种。